# Championnats du monde de taekwondo
Les championnats du monde de taekwondo sont la principale compétition internationale de cet art martial fondé en Corée du Sud au milieu du XXe siècle. Ils sont organisés tous les deux ans depuis 1973 par la Fédération mondiale de taekwondo (World Taekwondo Federation). Seules des épreuves masculines figuraient au programme, jusqu'à la création d'épreuves féminines en 1987. La Corée du Sud, pays d'origine du taekwondo, a toujours terminé en tête du tableau des médailles. Le pays a aussi accueilli l'événement à six reprises et l'accueillera de nouveau en 2017.

## Toutes les éditions
| N°  | Édition       | Ville                  | Pays                 | Meilleure nation |
| --- | ------------- | ---------------------- | -------------------- | ---------------- |
| 1re | 1973          | Séoul                  | Corée du Sud         | Corée du Sud     |
| 2e  | 1975          | Séoul (2)              | Corée du Sud (2)     | Corée du Sud     |
| 3e  | 1977          | Chicago                | États-Unis           | Corée du Sud     |
| 4e  | 1979          | Stuttgart              | Allemagne de l'Ouest | Corée du Sud     |
| 5e  | 1982          | Guayaquil              | Équateur             | Corée du Sud     |
| 6e  | 1983          | Copenhague             | Danemark             | Corée du Sud     |
| 7e  | 1985          | Séoul (3)              | Corée du Sud (3)     | Corée du Sud     |
| 8e  | 1987          | Barcelone              | Espagne              | Corée du Sud     |
| 9e  | 1989          | Séoul (4)              | Corée du Sud (4)     | Corée du Sud     |
| 10e | 1991          | Athènes                | Grèce                | Corée du Sud     |
| 11e | 1993          | New York               | États-Unis (2)       | Corée du Sud     |
| 12e | 1995          | Manille                | Philippines          | Corée du Sud     |
| 13e | 1997          | Hong Kong              | Chine                | Corée du Sud     |
| 14e | 1999          | Edmonton               | Canada               | Corée du Sud     |
| 15e | 2001          | Jeju                   | Corée du Sud (5)     | Corée du Sud     |
| 16e | 2003          | Garmisch-Partenkirchen | Allemagne            | Corée du Sud     |
| 17e | 2005          | Madrid                 | Espagne (2)          | Corée du Sud     |
| 18e | 2007          | Pékin                  | Chine (2)            | Corée du Sud     |
| 19e | 2009          | Copenhague             | Danemark             | Corée du Sud     |
| 20e | 2011          | Gyeongju               | Corée du Sud (6)     | Corée du Sud     |
| 21e | 2013          | Puebla                 | Mexique              | Corée du Sud     |
| 22e | 2015          | Tcheliabinsk           | Russie               | Corée du Sud     |
| 23e | 2017          | District de Muju       | Corée du Sud (7)     | Corée du Sud     |
| 24e | 2019          | Manchester             | Royaume-Uni          | Corée du Sud     |
| -   | 2021 (femmes) | Riyad                  | Arabie saoudite      | Russie           |
| 25e | 2022          | Guadalajara            | Mexique              | Mexique          |
| 26e | 2023          | Bakou                  | Azerbaïdjan          | Corée du Sud     |